# Scarred
Scarred is een televisieprogramma dat op 10 april 2007 voor het eerst door MTV werd uitgezonden. In elke aflevering van Scarred doen vijf verschillende personen hun verhaal over hoe ze verminkt of gewond raakten tijdens het uitvoeren van gevaarlijke stunts. Dit zijn meestal skateboarders, maar soms ook in-line-skaters, skiërs, snowboarders en BMX'ers.

## Scar Stories
Het programma is gebaseerd op zogenaamde "Scar Stories", dit zijn verhalen van de slachtoffers in combinatie met de videobeelden die zijn gemaakt op het moment van het ongeluk. Achteraf laat de persoon vaak het litteken zien die hij eraan heeft over gehouden, wat de titel van het programma verklaart.

## Seizoen één
De tien afleveringen van seizoen één werden gevolgd door een uur lang "Scarred: Worst of the Worst" (Scarred: Ergste van het Ergste). Dit werd een bundel van de tien ergste verwondingen, waarover vooraf door de kijkers gestemd werd. Deze verwondingen werden wederom de gebruikelijke countdown mode getoond, eindigend met "the most fucked-up clip of the season" (de ziekste clip van het seizoen). Tussen de video's, werden andere opmerkelijke momenten getoond, zoals de ergste kreten, de vreemdste manieren waarop mensen hun pijn beschreven of voorwerpen die nodig waren om de schade te herstellen, zoals schroeven, platen, en hechtingen.

## Seizoen twee
Vanaf het tweede seizoen eindigde elke aflevering met een videoclip genaamd "The most Fucked Up Clip of the Day" (De ziekste clip van de dag). Een voorbeeld van een dergelijke clip is wanneer een skateboarder probeert over een trapleuning te grinden, maar uitglijd. Zijn maag land op de leuning, waardoor zijn gezicht op het beton terechtkomt. Hiermee scheurde hij zijn dunne en dikke darm, en verwondde zijn hoofd. Ondanks de ernstige schade aan zijn buik, zorgde een operatie voor volledig herstel.

## Presentatie
Het programma werd gepresenteerd door Papa Roach frontman Jacoby Shaddix. Alive, door Papa Roach, is tevens titelsong van het programma. Door Papa Roach' aanhoudende tournees moest het programma na 20 afleveringen stoppen.

### Beroemdheden
Af en toe werd er een beroemdheid gevraagd in het programma zijn eigen verhaal te vertellen. Dit waren onder anderen Steve-O, Tony Hawk, Morgan Wade en Brian Deegan. Toevallig ging Deegans verhaal over een blessure die hij bij het MTV-programma Viva la Bam had opgelopen. Zijn ongeval leverde hem "The Most Fucked Up Clip of the Day" op.

## Disclaimer
Net als bij vele programma's in hetzelfde genre, zoals Jackass en Wildboyz, wordt de kijker gewaarschuwd om de stunts die in erin te zien zijn niet thuis te proberen. Critici zeggen echter dat de kijkers zich hier weinig van zullen aantrekken, aangezien het programma zelf een compilatie is van homevideo's van ernstige ongevallen en verwondingen.
De volledige disclaimer van het programma luidt:
"MTV insists that our viewers should not send in any home footage of themselves or others attempting stunts. We will NOT open or view any submisson,so don't waste your time. The following stories are real. They contain no re-creations or dramatizations. The footage was captured on video by the people involved. Do not attempt these bone crunching, skin splitting stunts under any circumstances. They can cause serious injury or leave you permanently SCARRED."
("MTV dringt erop aan dat onze kijkers in geen enkel geval beeldmateriaal moeten sturen van het proberen van deze stunts, door zichzelf of anderen. We zullen ze niet openen, dus verdoe hieraan niet uw tijd. De volgende verhalen zijn echt gebeurt. Ze bevatten geen overdrijvingen of dramatiseringen. De beelden werden vastgelegd op video door mensen die betrokken waren bij het ongeval. Probeer niet om deze bottenkrakende, de huidsplitsende stunts onder alle omstandigheden thuis uit te voeren. Ze kunnen ernstige schade veroorzaken of permanente littekens achterlaten. ")